# Флаг Шарлыкского района
Флаг муниципального образования Шарлыкский район Оренбургской области Российской Федерации — опознавательно-правовой знак, служащий официальным символом муниципального образования.
Флаг утверждён 14 июня 2012 года решением Совета депутатов муниципального образования Шарлыкский район № 69 и 2 июля 2012 года внесён в Государственный геральдический регистр Российской Федерации с присвоением регистрационного номера 7764.

## Описание
«Прямоугольное двухстороннее полотнище с отношением ширины к длине 2:3, состоящее из двух горизонтальных полос красного и зелёного цвета (в отношении 2:1). В центре красной полосы вплотную к зелёной части — верхняя половина жёлтого круга с семью головками колоса такого же цвета наподобие лучей, а над ним десять жёлтых пятиконечных звёзд в ряд».

## Обоснование символики
Жёлтый круг с колосьями-лучами — аллегория солнца, символизирует главную специализацию Шарлыкского района — выращивание зерновых и масленичных культур.
10 пятиконечных звёзд — символ памяти о девяти героях Советского Союза и одном Герое России, уроженцев Шарлыкского района. Среди них дважды герой Советского союза генерал-полковник А. И. Родимцев, поэт-герой Муса Джалиль.
Зелёная полоса полотнища — символ богатейших земель Шарлыкского района, 67 % которых составляют пахотные земли, ещё 23 % отведены под пастбища и покосы.
Красный цвет — символ труда, мужества, жизнеутверждающей силы, красоты и праздника.
Зелёный цвет символизирует весну, здоровье, природу, молодость и надежду.
Жёлтый цвет (золото) — символ урожая, богатства, стабильности, уважения.